# Armoriale dei comuni del cantone LUX 01 - Capellen
Questa pagina contiene le armi (stemma e blasonatura) dei comuni del Cantone di Capellen, Lussemburgo.
| Stemma | Nome del comune e blasonatura |
| ------ | --- |
|        | Bascharage di rosso, alla croce ancorata d'argento accompagnata in capo da un lambello di cinque gocce d'azzurro |
|        | Clemency d'argento a due barbi addossati d'azzurro, accompagnati da quattro crocette ricrociate dal piede aguzzo di rosso; al capo d'azzurro caricato di una porta di città d'argento |
|        | Dippach di rosso, al grifone d'oro, alla bordura di nero caricata di otto ferri di vanga d'oro |
|        | Garnich di rosso, alla croce ancorata d'argento, sormontata da un lambello di cinque pendenti d'azzurro, mantellato da un fasciato d'argento e d'azzurro di otto pezzi, caricato in capo da due porte di città a tre torri di rosso |
|        | Hobscheid tagliato di rosso e d'azzurro, alla sbarra ondata d'argento attraversante, accompagnata in capo da una corona d'oro e in punta da una fontana d'argento |
|        | Kehlen burellato d'argento e d'azzurro di dieci pezzi, al leone di nero, armato, lampassato e coronato d'oro, tenente con le zampe un pastorale da abate d'oro posto in palo |
|        | Koerich di rosso, alla banda d'argento caricata da due cotisse di nero, accompagnata da due leoni d'argento; al capo d'argento cancellato di nero |
|        | Kopstal partito di verde e d'azzurro, al ramo di vimini fogliato di quattro pezzi fiorito pure di quattro pezzi d'oro posto in palo e attraversante sulla partizione |
|        | Mamer d'azzurro, alla facciata di tempio antico a quattro colonne d'oro; al capo dello stesso caricato di una ruota d'azzurro tra due cramponi di rosso |
|        | Septfontaines di rosso, alla croce ancorata d'argento, caricata in cuore da una torre di rosso |
|        | Steinfort di rosso alla torre merlata aperta del campo, accostata ai fianchi da tre torrette decrescenti in altezza ed in larghezza, poste su una scalinata, il tutto d'oro, sostenuta da una terrazza ondata d'azzurro caricata di una trangla anch'essa ondata d'argento, la torre accompagnata in capo da due croci ancorate d'argento |